# Soulbook
Soulbook – dwudziesty piąty studyjny album angielskiego piosenkarza rockowego Roda Stewarta. Płyta została wydana w  2009 roku przez wytwórnię płytową J Records.
Album w Polsce uzyskał status złotej płyty.

## Lista utworów
1. „It's the Same Old Song” – 4:15
2. „My Cherie Amour” – 3:10 (ze Stevie Wonderem)
3. „You Make Me Feel Brand New” – 4:36 (z Mary Jane Blige)
4. „(Your Love Keeps Lifting Me) Higher and Higher” – 3:21
5. „Tracks of My Tears” – 3:36 (z Smokey Robinsonem)
6. „Let It Be Me” – 3:16 (z Jennifer Hudson)
7. „Rainy Night in Georgia” – 4:13
8. „What Becomes of the Broken Hearted” – 3:19
9. „Love Train” – 3:03
10. „You've Really Got a Hold on Me” – 3:17
11. „Wonderful World” – 3:33
12. „If You Don't Know Me by Now” – 3:59
13. „Just My Imagination” – 3:35

## Pozycje na listach
| Listy (2009)                 | Pozycja |
| ---------------------------- | ------- |
| Billboard 200                | 4       |
| Billboard Top Digital Albums | 14      |
| Canada                       | 3       |
| UK                           | 9       |